# Hoplitis jejuna
Hoplitis jejuna là một loài Hymenoptera trong họ Megachilidae. Loài này được Popov mô tả khoa học năm 1952.